# Herb gminy Lipno (powiat leszczyński)
Herb gminy Lipno – symbol gminy Lipno.

## Wygląd i symbolika
Herb przedstawia na tarczy dzielonej w słup w polu lewym cztery równe pionowe pasy: dwa czerwone i dwa złote, natomiast w polu prawym czerwonym złoty snop przepasany w środku czerwoną literą „L”, nawiązującą do nazwy gminy.